# André Giriat
André Giriat   (Villeurbanne, 20 d'agost de 1905 - Saint-Chamond, 11 de juliol de 1967) va ser un remer francès que va competir durant les dècades de 1920, 1930 i 1940.
El 1932 va prendre part en els Jocs Olímpics de Los Angeles, on guanyà la medalla de bronze en la competició del dos amb timoner del programa de rem. Feia equip amb Anselme Brusa i Pierre Brunet. Quatre anys més tard, als Jocs de Berlín, fou quart en la prova del doble scull del programa de rem.
En el seu palmarès també destaca una medalla d'or al Campionat d'Europa de 1931, i una de bronze al de 1935. També guanyà deu campionats francesos entre 1925 i 1945 e diferents modalitats.